# Berberodes conchylata
Berberodes conchylata är en fjärilsart som beskrevs av Achille Guenée 1858. Berberodes conchylata ingår i släktet Berberodes och familjen mätare. Inga underarter finns listade i Catalogue of Life.